# Amphinemura thienemanni
Amphinemura thienemanni är en bäcksländeart som först beskrevs av Dirk Cornelis Geijskes 1952.  Amphinemura thienemanni ingår i släktet Amphinemura och familjen kryssbäcksländor. Inga underarter finns listade i Catalogue of Life.